# El método Grönholm
El método Grönholm —cuyo título original es El mètode Grönholm— es una obra de teatro de 2003 en un solo acto escrita originalmente en catalán por el dramaturgo Jordi Galceran. Esta obra teatral ha tenido mucha importancia debido al renombre del autor ya mencionado. Se han hecho varias adaptaciones, tanto en el mundo del escenario como en la gran pantalla.

## Argumento
La empresa sueca Dekia, de muy reconocido prestigio internacional, ha de contratar a una persona que se incorpore inmediatamente a su equipo de trabajo para ocupar un cargo de responsabilidad. Las condiciones laborales y retributivas que se ofrecen son muy interesantes, lo que hace crecer el número de aspirantes a obtener este trabajo. Mediante un sistema poco convencional de selección de personal, la empresa espera cubrir pronto la plaza.
El inicio de la obra nos sitúa en una sala donde aparecen, progresivamente, cuatro personas que han sido seleccionadas para realizar una entrevista conjunta con un representante de la empresa. Enseguida observamos que el método que se sigue es poco corriente. El tiempo pasa, los candidatos se encuentran solos y nadie se presenta a explicar cómo se desarrollará el proceso selectivo. Finalmente, los aspirantes se dan cuenta de que están reunidos en una sala aislada del exterior y no pueden salir.
Pronto empiezan a ser conscientes de que el objetivo de la reunión es ver cómo se aclimata cada uno de ellos ante situaciones adversas y valorar la capacidad que tienen de resolver los conflictos que se generan dentro del grupo. Por tanto, los cuatro presuponen que alguien, desde fuera de la sala, los observa para determinar cuál es la persona adecuada para ocupar esta plaza.
Mientras tanto, los candidatos deben superar unas pruebas inusuales consistentes a manifestar sus opiniones sobre las situaciones que alguien desde fuera plantea y que llegan a la sala a través de un complejo sistema de comunicación. A partir de ese momento cada aspirante debe mostrar sus habilidades y sus carencias, su rechazo o su solidaridad hacia los compañeros, su voluntad de ayudar o de descalificar a los otros candidatos, hasta que uno a uno se vayan retirando y se quede el último, que será quien obtenga el trabajo.
Las pruebas, desde un punto de vista emocional, son cada vez más duras y algunos personajes sufren porque, igual que si estuvieran inducidos a formar parte de un psicodrama deben explicar experiencias íntimas; esto desencadena que los otros personajes, que deben opinar sobre estas experiencias, se decanten directamente para aplicar el juego sucio y la crueldad para conseguir su objetivo.
Por tanto, la reunión, en medio de fuertes presiones, se convertirá en el espejo donde los personajes reflejarán su humanidad o insensibilidad y su empatía o intolerancia.

## Representaciones destacadas
- Teatre Nacional de Catalunya, mayo de 2003. Estreno.[1] La obra pasaría después al Teatro Poliorama de Barcelona.
  - Dirección: Sergi Belbel
  - Intérpretes: Jordi Díaz, Lluís Soler, Roser Batalla y Jordi Boixaderas.

- Teatro Marquina, Madrid, 2004. En castellano se estrenó el 13 de agosto de 2004, con motivo de las Jornadas de Teatro de Avilés, transfiriéndose un mes más tarde al Marquina[2]
  - Dirección: Tamzin Townsend
  - Intérpretes: Carlos Hipólito, Jorge Roelas, Cristina Marcos (sustituida desde 2007 por María Pujalte) y Jorge Bosch (sustituido por Eleazar Ortiz).

Tres años más tarde de su estreno en Madrid, el elenco comenzó una gira por España, manteniéndose la obra en el Marquina con nuevos actores: Juan Codina, Francesc Albiol, Toni Acosta y Rafael Castejón. En el año 2008, se representó en Bilbao una versión en euskera.
- Nueva Sala Chopin, Ciudad de México, 2005.[4]
  - Dirección: Antonio Castro.
  - Intérpretes: Roberto Blandón, Anilú Pardo, Miguel Rodarte, Emilio Guerrero.

- Complejo Cultural Trasnocho, Caracas, 2005.[5]
  - Dirección: Daniel Uribe Osío
  - Intérpretes: Miguel Ferrari, Marcos Moreno, Vicente Tepedinoy Viviana Gibelli.

- Teatro La Plaza, Buenos Aires, 2006.[6]
  - Dirección: Daniel Veronese
  - Intérpretes:  Alejandra Flechner, Gabriel Goity, Martín Seefeld y Jorge Suárez. 
    - Tuvo una reposición en 2022, interpretada por Benjamín Vicuña, Laurita Fernández, Rafael Ferro y Julián Cabrera.

- Teatro del Movie-Center, Montevideo, 2006.
  - Dirección: Mario Ferreira.
  - Intérpretes: César Troncoso, Margarita Musto, Rogelio Gracia y Gabriel Hermano.

- Teatro Nacional, Santiago de Chile, 2006.
  - Intérpretes: Vanessa Miller, Álex Zisis, Ramón Llao y Cristián Arriagada.

- Teatro Nacional La Castellana, Bogotá, 2006.[7]
  - Dirección: Mario Morgan.
  - Intérpretes: Jairo Camargo, Fernando Arévalo, Nicolás Montero y Patricia Tamayo.

- Teatro Quirino, Roma, 2007.
  - Dirección: Enrico Ianniello.
  - Intérpretes: Nicoletta Braschi, Enrico Ianniello, Maurizio Donadoni, Armando De Ceccon.

- Teatro Arlequín, Asunción, 2008.[8]
  - Dirección: Luis Enrique García.
  - Intérpretes: Pablo Ardissone, Alejandra Ardissone, Beto Ayala, Marcelo Buenahora.

- Teatro La Plaza, Lima, 2009.
  - Dirección: Sergio Llusera.
  - Intérpretes: Norma Martínez, Miguel Iza, Gonzalo Torres, Roberto Ruiz.

- Red Stitch Actors Theatre, Melbourne, 2010.[9]
  - Intérpretes: David Whiteley, Jay Bowen, Shane Nagle, Karen Sibbing.

- Theatre Tristan Bernard, París, 2011.
  - Dirección: Thierry Lavat.
  - Intérpretes: Lionel Abelanski, Yannis Baraban, Marie Piton, Philippe Vieux.

- Falcon Theatre, Los Ángeles, Estados Unidos, 2012.[10]
  - Intérpretes: Graham Hamilton, Lesli Margherita, Stephen Spinella, Jonathan Cake.

- Teatro Las Tablas, Tijuana, México, 2013.
  - Dirección: Ramón Verdugo.
  - Intérpretes: Jesús Quintero, Emmanuel Vega, Valeria Vega-Kuri, Manuel Villaseñor.

- Teatro Alcázar, Madrid, 2020.
  - Dirección: Tamzin Townsend
  - Intérpretes: Luis Merlo, Marta Belenguer, Vicente Romero y Jorge Bosch

- Teatro Poliorama, Barcelona, 2020-2021 y 2022.
  - Dirección: Sergi Belbel
  - Intérpretes: Enric Cambray, Marc Rodríguez, Mar Ulldemolins y David Verdaguer

Otras representaciones internacionales incluyen:
- Lisboa (Portugal)
  - Teatro Armando Cortes-Casa do Artista (2005)
- Hjörring (Dinamarca)
  - Vendsyssel Teater, (2005)
- Alemania (2005-2012)
- Helsinki (Finlandia)
  - Helsingin Kaupungin Teatteri / Lilla Teatern (2006-2007)
- Montevideo (Uruguay)
  - Teatro Moviecenter (2006-2007)
- Luxemburgo
  - Theatre des Capucins (2006)
- Sao Paulo (Brasil)
  - Teatro das Artes (2007-2008)
- Santa Cruz (Bolivia), 2007
- Varsovia (Poland)
  - Teatr Komedia (2007)
- Solothurn (Suiza)
  - Theater Mausefalle (2007)
- Río de Janeiro (Brasil)
  - Teatro Leblon (2008)
- Atenas (Greece)
  - Theatro Thenis (2008-2012)
- Budapest (Hungría)
  - Új Színház (2008)
- Seúl (Corea del Sur)
  - Blackbox Theater de Seúl (2008)
- Quito (Ecuador)
  - Teatro del CCI (2008)
- Sofía (Bulgaria)
  - MGT Zad Kanala (2008)
- Panamá
  - Teatro Círculo (2008)
- Ptuj (Eslovenia)
  - Ptuj City Theatre (2008)
- Tallin (Estonia) 
  - Estonian Drama Theatre (2008)
- Viena (Austria)
  - Theater Scala (2009)
- Split (Croatia)
  - HNK Split (2009)
- Noruega
  - Agder Teater (2009)
- Estocolmo (Suecia)
  - Boulevard Teatern (2009)
- Santo Domingo, República Dominicana (2009)
- Islandia
  - Reykjavik City Theatre (2009)
- Manila (Filipinas)(2010)
- Moscú (Rusia)
  - Teatro de las Naciones (2010)
- Costa Rica(2010)
- Amberes (Bélgica)
  - Noordtheater (2010)
- Bucarest (Rumania)
  - Teatrul Nottara (2011)
- Riga (Lituania)
  - Mikhail Chekhov Riga Russian Theater (2011)
- Estambul (Turquía)
  - Tiyatrosu Kubayi (2012)
- Chipre
  - Cyprus Theatre Organisation (2012)

## Adaptaciones
En 2005 fue adaptada al cine bajo la dirección de Marcelo Piñeyro y el título El método. Ahora bien, aunque la idea es reflejar cómo se desarrollan las pruebas selectivas de personal de una empresa y los límites humanos para alcanzar los objetivos propuestos, Jordi Galceran no se considera autor ni responsable de esta versión, cuyo número de protagonistas asciende. Así pues, a pesar de la inevitable asociación de la película con su obra, él se distancia debido a las grandes modificaciones que sufrió el guion original, pasando de un tono cómico a dramático.
Asimismo, TV3 emitió una adaptación para televisión que data de 2013 producida por Televisión de Cataluña y Versátil Cinema, además de la colaboración de Mediapro. En referencia al reparto, cabe destacar que repitió el original, formado por Roser Batalla, Jordi Boixaderas, Jordi Díaz i Lluís Soler, que ya había estrenado la obra en el Teatro Nacional de Cataluña en 2003.